# Grisatorpsätten
Grisatorpsätten är ett nutida konventionellt namn på en svensk medeltida frälseätt som fått sitt namn från  stamgodset Grisatorp (nuvarande Kylahov), vilken kom att ärvas till den kopplade ätten Ginbalk av Grisatorp. Båda ätterna utdog innan Sveriges Riddarhus grundades 1625, varför den aldrig introducerades där som adelsätt.

## Gården Grisatorp/Kylahov
Gården Grisatorp (kallas också Gersatorp) var belägen i Hångers socken, dåvarande Östbo härad i Finnveden (sedan 1971 i Värnamo kommun i Jönköpings län) och ägdes under 1400-talet inom Grisatorpsätten, varifrån den genom gifte mellan Måns Larsson (Grisatorpsätten) och Märta Olofsdotter (Stomsrydsätten) troligen var Märtas morgongåva, varefter gården ärvdes till hennes son i tidigare gifte, Offe Johansson (Ginbalk av Grisatorp) och vidare inom ätten Ginbalk av Grisatorp. Grisatorp innehades senare av Offe Johanssons sondotter Anna Bengtsdotter (Ginbalk av Grisatorp), ätten Rosenbielkes stammoder, och av hennes son Olof Arvidsson (Rosenbielke), vars dotter Anna blev ingift i ätten Kyle, som givit gården dess nuvarande namn Kylahov.  

## Släkttavla i urval
1. Lasse i Grisatorp, belagd som frälseman 1406, när han omnämnd som Lassa i Grisathorpp är sigillvittne.[4]
  1. Måns Larsson i "Gersatorp", gift med Märta Olofsdotter (Stomsrydsätten), dotter till Olof (Andersson) Skytte och Ingrid Gunnesdotter (Västhorjaätten). Måns torde ha givit Grisatorp i morgongåva till sin hustru Märta Olofsdotter. (Märta skall också ha haft i tidigare eller senare äktenskap med Johan Ingemarsson, en son, väpnaren Offe Johansson (Ginbalk av Grisatorp), vilken efterträdde Måns Larsson som ägare till gården, och bebodde Grisatorp under 1400-talets senare hälft, varmed gården övergick i ätten Ginbalk av Grisatorp [2]
    1. Iliana Karin Månsdotter till Grisatorp, var gift med Nils Jönsson (Halvhjort av Elmtaryd). Hon var bland annat mor till Birger Nilsson (Halvhjort av Älmtaryd) och Ingrid, gift med Håkan Matsson (Båt av Billa) i Billa.[2] [5]
    2. Ingrid Månsdotter.[2]